# Градина за наслада (Потсдам)
Градината за наслада (на немски: Lustgarten) е най-старата градска градина в град Потсдам, Германия.
Основана е от Великия Курфюрст Фридрих Вилхелм като част от потсдамския Градски дворец и придворната Конюшня, а през 1829 г. е преустроена от Петер Йозеф Лене. След Втората световна война градината е частично застроена със стадион „Ернст Телман“ (съборен през 1999 г.) и със хотел „Интерхотел“, който съществува и до днес под името „Меркурий“.
Градината днес е обновена, а историческият Басейн на Нептун, който бил разрушен през войната, е частично възстановен през 2001 г. по повод Федералното изложение на градините.
- Изглед от хълма Браухаузберг към Градината за наслада и Градския дворец, а зад него – купола на църквата „Св. Николай“ и вдясно от него – кулата на църквата „Св. Петър и Павел“; ок. 1900 г.
- Градината за наслада между 1928 г. и 1944 г.
- Градината за наслада с хотел Меркурий и църквата „Св. Николай“, 2017 г.
- Градината за наслада в дясно, Градският дворец на преден план, 2015 г.
- Градината за наслада, 2015 г.
- Басейнът на Нептун в Градината за наслада, 2007 г.